# آرثر مارشال (لاعب كرة قدم أمريكية)
آرثر مارشال (بالإنجليزية: Arthur Marshall)‏ هو لاعب كرة قدم أمريكية أمريكي، ولد في 29 أبريل 1969.

## وصلات خارجية
- آرثر مارشال على موقع مرجع كرة القدم المحترفة.كوم (الإنجليزية)